# ناو کلاس رون
کروزر کلاس رون (به انگلیسی: Roon-class cruiser) یک کلاس از کشتی است که طول آن ۱۲۷٫۸ متر (۴۱۹ فوت) می‌باشد.